# Liste der Geotope im Landkreis Tübingen
Diese sortierbare Liste der Geotope im Landkreis Tübingen enthält die Geotope des baden-württembergischen Landkreises Tübingen, die amtlichen Bezeichnungen für Namen und Nummern sowie deren geographische Lage. Die Geotope sind im Geotop-Kataster Baden-Württemberg dokumentiert und umfassen Aufschlüsse von Gesteinen, Böden, Mineralien und Fossilien sowie besondere Landschaftsteile.

## Liste
Im Landkreis sind 66 Geotope (Stand 3. Januar 2020) offiziell vom Landesamt für Geologie, Rohstoffe und Bergbau (LGRB) ausgewiesen:
| Steckbrief Nr. (PDF) | Name | Geotoptyp           | Gemeinde/Stadt, Gemarkung                    | Koordinaten                     | Bild           | Bemerkungen |
| -------------------- | --- | ------------------- | -------------------------------------------- | ------------------------------- | -------------- | --- |
| 4632                 | Aufg. Gipsgrube im Härensloch zwischen Breitenholz und Entringen                                         | Aufschluss          | Ammerbuch Gemarkung Entringen                | 48° 33′ 55,8″ N, 8° 57′ 57,8″ O |                | Geologische Einheit: Gipskeuper Status: mit geschützt (NSG Schönbuch-Westhang/Ammerbuch)                                         |
| 4633                 | Aufg. Gipsgrube u. Erddeponie 1000 m N von Entringen                                                     | Aufschluss          | Ammerbuch Gemarkung Entringen                | 48° 33′ 43,8″ N, 8° 58′ 4,1″ O  |                | Geologische Einheit: Gipskeuper Status: mit geschützt (NSG Schönbuch-Westhang/Ammerbuch)                                         |
| 4634                 | Aufg. Steinbruch Kornberg mit Wasserfläche zwischen Reusten und Poltringen                               | Aufschluss          | Ammerbuch Gemarkung Poltringen               | 48° 32′ 26″ N, 8° 55′ 43,3″ O   |                | Geologische Einheit: Oberer Muschelkalk Status: mit geschützt (NSG Kochhartgraben und Ammertalhänge)                             |
| 4635                 | Aufg. Steinbruch wenig NW von Poltringen                                                                 | Aufschluss          | Ammerbuch Gemarkung Poltringen               | 48° 32′ 13,8″ N, 8° 56′ 14,5″ O |                | Geologische Einheit: Oberer Muschelkalk Status: mit geschützt (NSG Kochhartgraben und Ammertalhänge)                             |
| 4636                 | Weiher und Feuchtfläche Hinterer See NE von Reusten                                                      | Landschaftselement  | Ammerbuch Gemarkung Reusten                  | 48° 33′ 9,8″ N, 8° 55′ 53,4″ O  |                | Geologische Einheit: Lettenkeuper Status: geschützt (Naturdenkmal Hinterer See)                                                  |
| 4637                 | Weiher u. Feuchtfläche Vorderer See NE von Reusten                                                       | Landschaftselement  | Ammerbuch Gemarkung Reusten                  | 48° 32′ 51,3″ N, 8° 55′ 45,2″ O |                | Geologische Einheit: Lettenkeuper Status: geschützt (Naturdenkmal Vorderer See)                                                  |
| 4638                 | Aufg. Steinbruch Burgstall S von Reusten                                                                 | Aufschluss          | Ammerbuch Gemarkung Reusten                  | 48° 32′ 26″ N, 8° 55′ 3,8″ O    |                | Geologische Einheit: Oberer Muschelkalk Status: mit geschützt (NSG Kochhartgraben und Ammertalhänge)                             |
| 4639                 | Quelle "Heilbrunnen" ca. 1500 m NW von Immenhausen                                                       | Quelle              | Kusterdingen Gemarkung Immenhausen           | 48° 29′ 7,4″ N, 9° 4′ 57,7″ O   |                | Geologische Einheit: Unterjura Status: geschützt (Naturdenkmal Quelle u. Kreisfläche mit 10 m Halbmesser)                        |
| 4640                 | Bergrutsch am Hirschkopf ca. 3000 m SSE von Mössingen                                                    | Landschaftselement  | Mössingen Gemarkung Talheim                  | 48° 22′ 34,3″ N, 9° 4′ 2,7″ O   |                | Geologische Einheit: Weißer Jura Status: mit geschützt (NSG Bergrutsch am Hirschkopf) Nationaler Geotop                          |
| 4641                 | Filsenberg-Meisenbühl                                                                                    | Landschaftselement  | Mössingen Gemarkung Öschingen                | 48° 24′ 4,4″ N, 9° 7′ 17″ O     |                | Geologische Einheit: Weißer Jura Status: geschützt (NSG Filsenberg)                                                              |
| 4642                 | Doline Küblers Loch ca. 1300 m ENE von Wolfenhausen                                                      | Doline              | Neustetten Gemarkung Remmingsheim            | 48° 29′ 33,6″ N, 8° 51′ 55,6″ O |                | Geologische Einheit: Oberer Muschelkalk Status: geschützt (Naturdenkmal Erdfall Küblersloch)                                     |
| 4643                 | Ofterdinger Schneckenpflaster (Arietenpflaster) im Bachbett der Steinlach im Ortsbereich von Ofterdingen | Bachbett            | Ofterdingen                                  | 48° 25′ 9,2″ N, 9° 1′ 51,9″ O   |                | Geologische Einheit: Arietenkalk-Formation Status: geschützt (Naturdenkmal Schneckenpflaster an der Steinlach) Nationaler Geotop |
| 4644                 | Sieben-Täler-Höhle SSE von Bad Niedernau                                                                 | Höhle               | Rottenburg am Neckar Gemarkung Bad Niedernau | 48° 26′ 33,8″ N, 8° 54′ 24″ O   |                | Geologische Einheit: Oberer Muschelkalk Status: geschützt (Naturdenkmal Sieben-Täler-Höhle im Katzenbachtal)                     |
| 4645                 | Trichter-Ehehalde W von Rottenburg                                                                       | Aufschluss          | Rottenburg am Neckar                         | 48° 28′ 58,8″ N, 8° 55′ 23,6″ O |                | Geologische Einheit: Oberer Muschelkalk Status: mit geschützt (NSG Trichter-Ehehalde)                                            |
| 4646                 | Aufg. Steinbruch am Märchensee, Wendelsheim                                                              | Aufschluss          | Rottenburg am Neckar Gemarkung Wendelsheim   | 48° 30′ 52,2″ N, 8° 56′ 21,9″ O |                | Geologische Einheit: Schilfsandstein Status: geschützt (Naturdenkmal Märchensee)                                                 |
| 4647                 | Aufg. Steinbruch im Olgahain ca. 1100 m SSE von Bebenhausen                                              | Aufschluss          | Tübingen Gemarkung Bebenhausen               | 48° 33′ 17,8″ N, 9° 4′ 23″ O    |                | Geologische Einheit: Rhätkeuper Status: geschützt (Naturdenkmal Steinbruch im Olgahain)                                          |
| 4648                 | Aufg. Steinbruch am westl. Talhang des Goldersbachs im nördlichen Ortsbereich von Lustnau                | Aufschluss          | Tübingen Gemarkung Lustnau                   | 48° 32′ 8,7″ N, 9° 4′ 44,4″ O   |                | Geologische Einheit: Schilfsandstein Status: geschützt (Naturdenkmal Schilfsandsteinbruch Salzwasen)                             |
| 4649                 | Aufg. Steinbruch Weihershalde oberhalb der Kläranlage von Lustnau                                        | Aufschluss          | Tübingen Gemarkung Lustnau                   | 48° 31′ 54,7″ N, 9° 5′ 50,2″ O  |                | Geologische Einheit: Stubensandstein Status: geschützt (Naturdenkmal Stubensandsteinbruch Weihershalde)                          |
| 4650                 | Prallhang des Bettelbachs ca. 1250 m WSW von Bebenhausen                                                 | Prallhang           | Tübingen                                     | 48° 33′ 19,2″ N, 9° 2′ 48,9″ O  |                | Geologische Einheit: Unterjura Status: geschützt (Naturdenkmal Bettelbachverwerfung)                                             |
| 4651                 | Aufg. Gipsgrube zwischen Kayh und Altingen                                                               | Aufschluss          | Ammerbuch Gemarkung Altingen                 | 48° 34′ 6,4″ N, 8° 55′ 10,9″ O  |                | Geologische Einheit: Gipskeuper                                                                                                  |
| 4652                 | Aufg. Gipsgrube am östl. Ortsende von Breitenholz                                                        | Aufschluss          | Ammerbuch Gemarkung Breitenholz              | 48° 34′ 17,5″ N, 8° 57′ 44,1″ O |                | Geologische Einheit: Gipskeuper                                                                                                  |
| 4653                 | Aufg. Gipsgrube Alter Berg                                                                               | Aufschluss          | Ammerbuch Gemarkung Pfäffingen               | 48° 32′ 8,6″ N, 8° 58′ 8,6″ O   |                | Geologische Einheit: Gipskeuper Status: mit geschützt (NSG Schönbuch-Westhang/Ammerbuch)                                         |
| 4654                 | Butzensee                                                                                                | Landschaftselement  | Bodelshausen                                 | 48° 23′ 6,4″ N, 8° 59′ 27,1″ O  |                | Geologische Einheit: Posidonienschiefer-Formation                                                                                |
| 4655                 | Schichtstufe und Wasserfall im Bachbett der Steinlach am südlichen Ortsausgang von Dußlingen             | Wasserfall          | Dußlingen                                    | 48° 26′ 47,8″ N, 9° 3′ 13,9″ O  |                | Geologische Einheit: Arietenkalk-Formation                                                                                       |
| 4656                 | Straßenböschung 1100 m W von Stockach                                                                    | Aufschluss          | Dußlingen                                    | 48° 28′ 24,9″ N, 9° 3′ 54,9″ O  |                | Geologische Einheit: Stubensandstein                                                                                             |
| 4657                 | Straßenböschung 1100 m NW von Gomaringen, W von Hinterweiler                                             | Aufschluss          | Gomaringen                                   | 48° 27′ 33″ N, 9° 5′ 7,8″ O     |                | Geologische Einheit: Schwarzer Jura                                                                                              |
| 4658                 | Aufg. Steinbruch zwischen Gomaringen und Hinterweiler                                                    | Aufschluss          | Gomaringen                                   | 48° 27′ 27,9″ N, 9° 4′ 57,1″ O  | weitere Bilder | Geologische Einheit: Schwarzer Jura                                                                                              |
| 4659                 | Aufg. Steinbruch Aidelberg bei Gomaringen zwischen Gomaringen und Hinterweiler                           | Aufschluss          | Gomaringen                                   | 48° 27′ 16,5″ N, 9° 5′ 12,7″ O  |                | Geologische Einheit: Posidonienschiefer-Formation                                                                                |
| 4660                 | Wasserfall und Schichtstufe ca. 1200 m E der Ortsgrenze von Gomaringen                                   | Wasserfall          | Gomaringen                                   | 48° 27′ 15,7″ N, 9° 7′ 28,9″ O  |                | Geologische Einheit: Opalinuston-Formation                                                                                       |
| 4661                 | Schlierbachstollen                                                                                       | Stollen             | Kirchentellinsfurt                           | 48° 33′ 9,2″ N, 9° 8′ 56,1″ O   |                | Geologische Einheit: Stubensandstein 20 m langer Stollen aus dem 16. Jh.                                                         |
| 4662                 | Steinbruch 1300 m S von Ofterdingen, bei Pkt. 461                                                        | Aufschluss          | Mössingen                                    | 48° 24′ 28,9″ N, 9° 2′ 2,7″ O   |                | Geologische Einheit: Posidonienschiefer-Formation                                                                                |
| 4663                 | Hangböschung am Bukensteig ca. 1200 m NNW von Beuren                                                     | Aufschluss          | Mössingen                                    | 48° 22′ 20,4″ N, 9° 1′ 20,9″ O  |                | Geologische Einheit: Wedelsandstein-Formation                                                                                    |
| 4664                 | Öschinger Klufthöhle am Rafnachberg ca. 700 m SSE des Freibads von Öschingen                             | Höhle               | Mössingen Gemarkung Öschingen                | 48° 24′ 20,2″ N, 9° 8′ 2,5″ O   |                | Geologische Einheit: Wohlgeschichtete Kalk-Formation                                                                             |
| 4665                 | Aufg. Steinbruch an der Traufkante 2000 m N von Salmendingen                                             | Aufschluss          | Mössingen Gemarkung Talheim                  | 48° 22′ 28,3″ N, 9° 7′ 14,6″ O  |                | Geologische Einheit: Wohlgeschichtete Kalk-Formation                                                                             |
| 4666                 | Farrenberg zwischen Mössingen und Talheim                                                                | Landschaftselement  | Mössingen Gemarkung Talheim                  | 48° 23′ 10,5″ N, 9° 4′ 28,5″ O  |                | Geologische Einheit: Wohlgeschichtete Kalk-Formation Zeugenberg Schwäbische Alb                                                  |
| 4667                 | Hammelhansquellen                                                                                        | Quelle              | Neustetten Gemarkung Nellingsheim            | 48° 28′ 11,3″ N, 8° 50′ 43,2″ O |                | Geologische Einheit: Grenzbereich Mittlerer Muschelkalk Oberer Muschelkalk                                                       |
| 4668                 | Dolinenfeld Kohlgrube                                                                                    | Doline              | Rottenburg am Neckar Gemarkung Baisingen     | 48° 30′ 52,7″ N, 8° 46′ 4″ O    |                | Geologische Einheit: Oberer Muschelkalk                                                                                          |
| 4669                 | Aufg. Kiesgrube Vogelherd                                                                                | Aufschluss          | Rottenburg am Neckar Gemarkung Bieringen     | 48° 27′ 13″ N, 8° 50′ 45,8″ O   |                | Geologische Einheit: Pleistozäne Neckarschotter                                                                                  |
| 4670                 | Steinbruch Frommenhausen Firma Heinz am S-Hang des Starzeltals                                           | Aufschluss          | Rottenburg am Neckar Gemarkung Frommenhausen | 48° 25′ 19,8″ N, 8° 52′ 6,9″ O  |                | Geologische Einheit: Trigonodus-Dolomit                                                                                          |
| 4671                 | Tiefstein (Kapf-Felsen)                                                                                  | Aufschluss          | Rottenburg am Neckar Gemarkung Frommenhausen | 48° 25′ 6,2″ N, 8° 52′ 12,3″ O  |                | Geologische Einheit: Trigonodus-Dolomit Status: geschützt (NSG Kapfhalde)                                                        |
| 4672                 | Schwäbische Pforte wenig SW von Rottenburg                                                               | Landschaftselement  | Rottenburg am Neckar                         | 48° 28′ 3,8″ N, 8° 55′ 18,8″ O  |                | Geologische Einheit: Oberer Muschelkalk                                                                                          |
| 4673                 | Aufg. Steinbruch Breitenhart                                                                             | Aufschluss          | Rottenburg am Neckar                         | 48° 28′ 16,7″ N, 8° 54′ 44,7″ O |                | Geologische Einheit: Trigonodus-Dolomit                                                                                          |
| 4674                 | Doline und Schachthöhle Elbenloch                                                                        | Doline Schachthöhle | Rottenburg am Neckar Gemarkung Schwalldorf   | 48° 26′ 29,2″ N, 8° 54′ 8,4″ O  |                | Geologische Einheit: Trigonodus-Dolomit                                                                                          |
| 4675                 | Schwefelquelle Bad Niedernau                                                                             | Quelle              | Rottenburg am Neckar Gemarkung Schwalldorf   | 48° 26′ 40,2″ N, 8° 53′ 53,8″ O |                | Geologische Einheit: Trochitenkalk                                                                                               |
| 4676                 | Aufg. Steinbrüche u. Sandgrube am Spielberg ca. 1100 m SE der Ortsmitte von Seebronn                     | Aufschluss          | Rottenburg am Neckar Gemarkung Seebronn      | 48° 29′ 58,6″ N, 8° 53′ 9,5″ O  |                | Geologische Einheit: Lettenkeuper                                                                                                |
| 4677                 | Doline Gewann Birken                                                                                     | Doline              | Rottenburg am Neckar Gemarkung Seebronn      | 48° 30′ 13,7″ N, 8° 51′ 7,2″ O  |                | Geologische Einheit: Oberer Muschelkalk                                                                                          |
| 4678                 | Aufg. Gipsgrube Viehweg wenig N von Wurmlingen                                                           | Aufschluss          | Rottenburg am Neckar Gemarkung Wurmlingen    | 48° 30′ 36,4″ N, 8° 57′ 54,5″ O |                | Geologische Einheit: Gipskeuper                                                                                                  |
| 4679                 | Aufg. Gipsgrube wenig N von Wurmlingen                                                                   | Aufschluss          | Rottenburg am Neckar Gemarkung Wurmlingen    | 48° 30′ 31″ N, 8° 58′ 1,6″ O    |                | Geologische Einheit: Gipskeuper                                                                                                  |
| 4680                 | Doline im Gewann Hebsack zwischen Felldorf und Starzach                                                  | Doline              | Starzach Gemarkung Bierlingen                | 48° 25′ 43,5″ N, 8° 47′ 40,3″ O |                | Geologische Einheit: Unterer Keuper                                                                                              |
| 4681                 | Hülbe Ammelsbrunnen im Gemeindewald ca. 2300 m SSW von Starzach                                          | Doline              | Starzach Gemarkung Bierlingen                | 48° 24′ 45,2″ N, 8° 48′ 12,6″ O |                | Geologische Einheit: Unterer Keuper                                                                                              |
| 4682                 | Doline im Großholz ca. 2400 m E von Bad Imnau                                                            | Doline              | Starzach Gemarkung Bierlingen                | 48° 24′ 30,9″ N, 8° 48′ 33,1″ O |                | Geologische Einheit: Oberer Muschelkalk                                                                                          |
| 4683                 | Aufg. Steinbruch Sauerbrunnen                                                                            | Aufschluss          | Starzach Gemarkung Börstingen                | 48° 26′ 43,5″ N, 8° 46′ 58,7″ O |                | Geologische Einheit: Mittlerer Muschelkalk                                                                                       |
| 4684                 | Karstquelle Kohlbrunnen im Neckartal ca. 2000 m E der Ortsmitte von Börstingen                           | Quelle              | Starzach Gemarkung Sulzau                    | 48° 26′ 58,1″ N, 8° 49′ 51,4″ O |                | Geologische Einheit: Mittlerer Muschelkalk                                                                                       |
| 4685                 | Aufg. Steinbruch Untere Mühle                                                                            | Aufschluss          | Starzach Gemarkung Wachendorf                | 48° 24′ 57,5″ N, 8° 51′ 54,3″ O |                | Geologische Einheit: Oberer Muschelkalk                                                                                          |
| 4686                 | Goldersbach-Bebenhausen                                                                                  | Aufschluss          | Tübingen Gemarkung Bebenhausen               | 48° 33′ 31,5″ N, 9° 3′ 30,4″ O  |                | Geologische Einheit: Bunte Mergel                                                                                                |
| 4687                 | Prallhang des Studentengumpens im Goldersbachtal ca. 1800 m W von Bebenhausen                            | Aufschluss          | Tübingen Gemarkung Hagelloch                 | 48° 33′ 43,8″ N, 9° 2′ 9,4″ O   |                | Geologische Einheit: Bunte Mergel                                                                                                |
| 4688                 | Prallhang Jungfernhäule                                                                                  | Aufschluss          | Tübingen Gemarkung Hagelloch                 | 48° 34′ 25,2″ N, 9° 2′ 1,2″ O   |                | Geologische Einheit: Schilfsandstein                                                                                             |
| 4689                 | Aufg. Mergelgrube Spitzberg-Buß                                                                          | Aufschluss          | Tübingen Gemarkung Hirschau                  | 48° 30′ 38″ N, 9° 1′ 4,5″ O     |                | Geologische Einheit: Knollenmergel                                                                                               |
| 4690                 | Steinbrüche 2200 m W von Pfrondorf im Gewann Hägnach                                                     | Aufschluss          | Tübingen Gemarkung Lustnau                   | 48° 32′ 59,4″ N, 9° 4′ 58,6″ O  |                | Geologische Einheit: Rhätkeuper Psilonotenton-Formation                                                                          |
| 4691                 | Steinbrüche 1400 m SW von Pfrondorf                                                                      | Aufschluss          | Tübingen Gemarkung Lustnau                   | 48° 32′ 19,5″ N, 9° 5′ 59,5″ O  |                | Geologische Einheit: Rhätkeuper                                                                                                  |
| 4692                 | Wasserfall Haldenbach                                                                                    | Wasserfall          | Tübingen Gemarkung Pfrondorf                 | 48° 32′ 37,3″ N, 9° 6′ 48,8″ O  |                | Geologische Einheit: Stubensandstein                                                                                             |
| 4693                 | Prallhang Geschlossener Brunnen im Goldersbachtal ca. 1300 m W von Bebenhausen                           | Aufschluss          | Tübingen                                     | 48° 33′ 30,8″ N, 9° 2′ 33,3″ O  |                | Geologische Einheit: Bunte Mergel                                                                                                |
| 4694                 | Aufg. Steinbruch an der Geißhalde ca. 1300 m W von Bebenhausen                                           | Aufschluss          | Tübingen                                     | 48° 33′ 22,4″ N, 9° 2′ 36,3″ O  |                | Geologische Einheit: Rhätkeuper                                                                                                  |
| 4695                 | Klinge zum Bettelbachtal ca. 1100 m WSW von Bebenhausen                                                  | Aufschluss          | Tübingen                                     | 48° 33′ 15,9″ N, 9° 2′ 55,3″ O  |                | Geologische Einheit: Stubensandstein                                                                                             |
| 4696                 | Hangböschung Schachbaum                                                                                  | Aufschluss          | Tübingen                                     | 48° 33′ 16,6″ N, 9° 2′ 52,3″ O  |                | Geologische Einheit: Stubensandstein                                                                                             |
| 4697                 | Aufg. Steinbruch im Forchenwald ca. 2000 m NE der Ortsmitte von Unterjesingen                            | Aufschluss          | Tübingen Gemarkung Unterjesingen             | 48° 32′ 31,6″ N, 8° 59′ 42,6″ O |                | Geologische Einheit: Schilfsandstein                                                                                             |